# Anthurium agnatum
Anthurium agnatum Schott, 1858 è una pianta della famiglia delle Aracee, diffusa in America centrale.